# Sulley Muntari
Sulley Ali Muntari (Konongo, 27 augustus 1984) is een Ghanees voetballer die doorgaans als middenvelder speelt. Muntari debuteerde in 2002 in het Ghanees voetbalelftal.

## Liberty Professionals en Ghana –20
Muntari's profloopbaan begon bij Liberty Professionals in Accra. Op zestienjarige leeftijd maakte hij zijn debuut voor Ghana onder-20. Hij was verdediger in het elftal dat in 2001 als tweede eindigde op het FIFA World Youth Championship in Argentinië. Ghana verloor toen de finale van gastland Argentinië. Hij begon elke wedstrijd in de verdediging.

## Udinese
Udinese won de slag om Muntari na een week stage in 2001. Zijn eerste seizoen bracht hij hier door bij de reserves om gewend te raken aan de club. In november 2002 maakte hij zijn debuut in het eerste team, tegen AC Milan in het San Siro in Milaan. Hij speelde vijf seizoenen voor de club uit Udine. In die periode speelde hij 124 competitieduels waarin hij achtmaal doel trof.

## Portsmouth
Vanaf de zomer van 2007 speelde Muntari voor Portsmouth, dat hem voor twaalf miljoen euro naar Engeland haalde. Hij scoorde daar in 29 wedstrijden in totaal vier keer.

## Inter en AC Milan
Op 24 juli 2008 werd bekend dat hij vanaf seizoen 2008/2009 onder contract zou staan bij Internazionale. In 2011 werd hij verhuurd aan UC Sampdoria. Op 31 januari 2012 werd hij verhuurd aan stadsrivaal AC Milan. In de zomer tekende hij als transfervrije speler een contract bij AC Milan. In de daaropvolgende vier jaar speelde hij één keer meer dan twintig competitiewedstrijden in een seizoen. AC Milan ontbond in juni 2015 Muntari's nog één jaar doorlopende contract.

## Ittihad
Muntari tekende in juli 2015 een contract tot medio 2017 bij Ittihad, de nummer vier van de Saudi Premier League in het voorgaande seizoen.
Hij tekende in februari 2018 een contract tot het einde van het seizoen bij Deportivo La Coruña, dat hem transfervrij inlijfde.

## Interlandcarrière
Muntari debuteerde in 2002 in het Ghanees voetbalelftal, waarvan hij vervolgens deel uit bleef maken. Tijdens het wereldkampioenschap voetbal 2014 werd hij na twee wedstrijden uit de selectie gezet en door de nationale bond voor onbepaalde tijd geschorst. Aanleiding daartoe was een vechtpartij met ploeggenoot Kevin-Prince Boateng tijdens een training, waarna Muntari ook een bondsofficial aanviel. Nadat Avram Grant in december 2014 aantrad als de nieuwe bondscoach van Ghana, gaf die aan dat wat hem betreft Muntari weer welkom was.

## Erelijst
Portsmouth
- FA Cup: 2007/08

 Internazionale
- Serie A: 2008/09, 2009/10
- Coppa Italia : 2009/10, 2010/11
- Supercoppa Italiana: 2008, 2011
- UEFA Champions League: 2009/10
- FIFA Club World Cup: 2010